# Brigàntia (deessa)
Brigàntia o Brigindo va ser una deessa de la mitologia celta, coneguda tant a la Gàl·lia romana com a Britànnia, que es va adorar a l'antiguitat tardana.
A través de la interpretatio romana, s'identificava amb les deesses Minerva, Tique/Fortuna i Victòria. S'ha argumentat que les històries relacionades amb Brígida d'Irlanda de la tradició irlandesa estan relacionats amb Brigàntia, encara que les personalitats són diferents.
L'arrel del nom significa 'alt, elevat' (cf. briga), però no és clar si els brigants que van rebre el nom de la deessa, eren 'alts' en sentit metafòric per la seva condició noble o en el sentit literal per ocupar la regió de la serralada dels Penins on ocupaven fortificacions elevades. En gal·lès modern, el mot braint significa 'privilegi, prestigi' i prové de la mateixa arrel brigantjā. Altres derivats són el nom Bridget i el riu anglès Brent.
Igualment, hi han moltes poblacions antigues anomenades Brigantium per tot Europa, com ara Betanzos a Galícia, Bragança a Portugal i Briançon i Bregenz en els Alps.
A Blatobulgium (actual Birrens), al sud d'Escòcia, s'ha trobat un baix relleu de pedra d'època romana d'una figura femenina coronada com una deïtat tutelar. Té un cap de gorgona al pit i sosté una llança i un globus terraqüi, com les deesses romanes de la Victòria i Minerva. La inscripció diu que representa Brigàntia. Una altra estàtua trobada a Bretanya també sembla representar Brigàntia amb els atributs de Minerva.